# حسين أنصاريان
حسين أنصاريان (الفارسية: حسین انصاریان؛ مواليد 9 تشرين الثاني 1944 م) هو رجل دين مسلم شيعي إيراني.

## الحياة المُبكرة
وُلد حسين أنصاريان في 9 تشرين الثاني 1944 م في خوانسار، في محافظة أصفهان الإيرانية. كان والده محمد باقر من سلالة الحاج الشيخ، وهي عائلة مشهورة ومرموقة في المدينة المنورة وخوانسار. كانت والدته من عائلة السيد مصطفوي وكان ابن أخيه، علي، لاعب كرة قدم وممثل محترف تُوفي في عام 2021، بسبب فيروس كوفيد-19.

## الهجرة إلى طهران
عندما كان حسين في الثالثة من عمره، انتقلت عائلته إلى طهران. وفي أثناء إقامته في منطقة خراسان، أنشأ علي أكبر برهان، أحد علماء الشيعة، مدرسة برهان التي التحق بها حسين. بعد أن أنهى دراسته الثانوية عام 1962 م، التحق حسين بحوزة قم، ثم واصل تعليمه العالي في حوزتي قم وطهران.

## المعلمون
لقد كان لديه العديد من المعلمين طوال فترة تعليمه، بما في ذلك:
- علي أكبر برهان
- السيد محمد تقي غضنفري خفانساري
- سيد حسين علوي خانساري
- الحاج السيد محمد علي بن الرضا خفانساري
- علي فلسفي
- الحاج الشيخ عباس الطهراني
- الحاج آغا حسين فاطمي
- محمد فاضل لنكراني
- السيد محمد محقق دامد
- ميرزا هاشم آملي [الإنجليزية]
- حسين علي منتظري
- علي مشكيني
- محمد يزدي

## كتب أنصاريان المترجمة
| العنوان الفارسي                    | العنوان المترجم                                | اللغة(اللغات)                                  |
| ---------------------------------- | ---------------------------------------------- | ---------------------------------------------- |
| با كارافان نور                     | مرافقة قافلة النور                             | إنجليزي                                        |
| نظام خانفاد دار إسلام              | نظام الأسرة في الإسلام / بنية الأسرة الإسلامية | الإنجليزية، الأردية، الروسية، التركية، العربية |
| شرح دعاء كميل                      | شرح عبادات كميل                                | العربية، الأردية، الإنجليزية                   |
| توبة، آغوش رحمت                    | التوبة حضن الرحمة                              | العربية، الإنجليزية، الأردية                   |
| ديار عاشقان (شرح الصحيفة السجادية) | أرض العشاق (تعليق على الصحيفة السجادية )       | إنجليزي                                        |
| أهل البيت                          | أهل بيت النبي (ص) أهل الأرض                    | الأردية، العربية، الإنجليزية، الروسية          |
| لقمان الحكيم                       | لقمان الحكيم                                   | الأردية                                        |

## الكتب
- ترجمة القرآن الكريم
- ترجمة نهج البلاغة
- ترجمة الصحيفة الكاملة السجادية
- ترجمة وشرح مفاتيح الجنان
- شرح مناجاة كميل – طبعة جديدة
- أهل البيت، عرشيّون على بساط الأرض
- المعاشرة (الاجتماع والتآلف)
- تجليات الرحمة الإلهية
- ثقافة المحبة
- العِبَر والعِظات
- جماليات الأخلاق
- التوبة، حضن الرحمة
- على أجنحة الفكر (مجلدان، تحت الطبع)
- مع قافلة النور
- سيماء الصلاة
- لقمان الحكيم
- إشراقات من التربية الإسلامية
- رسائل الحج
- ديوان الأشعار (مجموعة الغزليات)
- أسئلة وأجوبة (خمسة مجلدات، تحت الطبع)
- نظام الأسرة في الإسلام
- مؤنس الروح
- العرفان الإسلامي (شرح مصباح الشريعة، 15 مجلدًا، طبعة جديدة)
- ديار العاشقين (شرح الصحيفة السجادية، 15 مجلدًا، تحت الطبع)
- مسيرة في المعارف الإسلامية:
  - ج1: العقل، مفتاح كنز السعادة
  - ج2: العقل، مؤتمن سر الملكوت
  - ج3: حديث العقل والنفس
- مجموعة محاضرات موضوعية (عشرون محاضرة مصنّفة بحسب الموضوع)
- الإسلام والعمل والاجتهاد
- الإسلام والعلم والمعرفة
- لنتعرف أكثر على الإمام الحسن بن علي (عليه السلام)
- الروحانية، أعظم حاجة في عصرنا
- نحو القرآن والإسلام
- حدود النور (مجموعة شعرية)
- مناجاة العارفين (مجموعة شعرية)
- نبع الحب (مجموعة شعرية)
- روضة المحبة (مجموعة شعرية)
- دروس من الزمان
- نسيم الرحمة
- أخلاق الصالحين
- في حضرة النور
- أربعون حديثًا عن الحج
- الحج، وادي الأمن
- الوجوه المحبوبة والمكروهة في القرآن
- آداب وسلوكيات الزائر
- طريق إلى الأخلاق الإسلامية
- الولاية والقيادة في نهج البلاغة
- مجموعة مقالات
- العبودية
- الشفاء في القرآن
- النفس
- تقارير دروس المرحوم آية الله العظمى الحاج ميرزا هاشم الأملي (مخطوطة)

- تقارير دروس الخارج للمرحوم آية الله العظمى الحاج الشيخ أبو الفضل النجفي الخونساري (مخطوطة)

## طالع أيضًا
- السيد عبدالله فاطمية
- علي رضا بنهيان
- حسن رحيمبور أزغدي
- محسن قرعاطي [الإنجليزية]

## روابط خارجية
- الموقع الرسمي لحسين أنصاريان